# Topsy-Turvy (album)
Topsy-Turvy je debitantski studijski album sastava Mt. Helium, koji se tada zvao The Apex Theory, objavljen 2. travnja 2002. To im je ujedno i zadnji uradak na kojem je glavni vokal bio Ontronik Khachaturian, jer je napustio sastav samo mjesec dana nakon njegovog objavljivanja. Umjesto njega, glavni pjevač je postao dotadašnji gitarist Art Karamian. Album se nalazio na šestom mjestu top liste Billboard Heatseekers, te na 157. top liste Billboard 200. Singlovi s albuma su Shh...(Hope Diggy)" i "Apossibly".

## Popis pjesama
1. "Add Mission" - 3:35
2. "Mucus Shifters" - 2:30
3. "Come Forth" - 3:16
4. "Shhh... (Hope Diggy)" - 3:20
5. "Drown Ink" - 3:09
6. "Bullshed" - 4:59
7. "That's All!" - 3:25
8. "Bravo" - 3:08
9. "Apossibly" - 4:14
10. "Right Foot" - 3:52
11. "Aisle Always" - 3:54
12. "In Books" - 3:59

## Produkcija
The Apex Theory
- Ontronik Khachaturian — vokal
- Art Karamian — gitara
- Dave Hakopyan — bas-gitara
- Sammy J. Watson — bubnjevi